# Động Hoa Tiên
Động Hoa Tiên là động nằm lưng chừng núi Bà, ở vùng đất xóm Ngòi xã Ngòi Hoa huyện Tân Lạc tỉnh Hòa Bình, Việt Nam .
Động Hoa Tiên thuộc dạng karst trong núi đá vôi là núi Bưa Dâm, thường gọi là núi Bà. Động được Bộ Văn hóa, Thể thao và Du lịch xếp hạng là di tích danh thắng quốc gia tại Quyết định số 15/2003/QĐ-BVHTT ngày 14/04/2003.

## Vị trí
Ngày nay nó nằm bên bờ hồ Thủy điện Hòa Bình.
Đường tiếp cận di tích thuận lợi nhất là theo lòng hồ. Từ trung tâm thành phố Hòa Bình, theo đường đến bến cảng thủy điện khoảng 7 km. Từ đây theo thuyền ngược lòng hồ sông Đà 27 km đến Cửa Ngòi thì đi bộ khoảng 3,7 km .

## Mô tả
Động Hoa Tiên có 2 cửa cách nhau 18 m. Cửa phía đông nam có chiều cao 5 m, rộng cỡ 6 m. Cửa phía nam cao 6 m, rộng 9 m, cửa động cao hơn nền động khoảng 8–10 m, nên phải theo thang đã lắp sẵn để đi xuống.
Động chính có chiều dài 61 m, rộng 27 m. Vào sâu 50 m thì có các ngách phía bắc và ngách tây nam .